# Double-Digest-Problem
Das Double-Digest-Problem ist eine Formulierung des Problems, eine physikalische Genkarte mit Hilfe von Restriktionsenzymen zu erzeugen. Die Idee dabei ist, zwei verschiedene Restriktionsenzyme RE1 und RE2 zu benutzen, die an verschiedenen Erkennungssequenzen schneiden. Dazu wird zunächst die zu untersuchende DNA mehrfach kopiert und darauf dann drei Reaktionen durchgeführt:
1. vollständige Verdauung mit Restriktionsenzym RE1
2. vollständige Verdauung mit Restriktionsenzym RE2
3. vollständige Verdauung mit beiden Restriktionsenzymen RE1 und RE2

Die gewonnenen DNA-Fragmente werden anschließend zum Beispiel mit Hilfe einer Gelelektrophorese aufgetrennt und damit die verschiedenen Fragmentlängen gewonnen. Dabei entstehen also drei Fragmentlängen-Mengen {\displaystyle \Delta }RE1, {\displaystyle \Delta }RE2 und {\displaystyle \Delta }RE1RE2.
Die Aufgabe ist es dann, aus diesen Mengen die Schnittpositionen der Restriktionsenzyme abzuleiten. Da man die Erkennungssequenzen der benutzten Restriktionsenzyme kennt, hat man damit Positionen auf der Sequenz eindeutig identifiziert.

## Beispiel
(die Schnittstellen sind mit * markiert, die DNA-Sequenz hat die Länge 15kb)
RE1 schneidet an den Stellen 4, 7 und 11,
RE2 schneidet an den Stellen 5 und 10,
beide zusammen schneiden an den Stellen 4, 5, 7, 10 und 11.
0kB   5kb    10kb    15kb
|-------*--|----*-----|--*-------| nur RE1
|----------*----------*----------| nur RE2
|-------*--*----*-----*--*-------| beide zusammen
{\displaystyle \Delta }RE1 = {4kb, 3kb, 4kb, 4kb}
{\displaystyle \Delta }RE2 = {5kb, 5kb, 5kb}
{\displaystyle \Delta }RE1RE2 = {4kb, 1kb, 2kb, 3kb, 1kb, 4kb}
Obwohl das Double-Digest-Problem NP-vollständig ist, eine Lösung nicht eindeutig sein muss und die Anzahl der Lösungen exponentiell wächst, ist es eine beliebte Kartierungsmethode, da die benötigten Experimente leicht durchführbar sind.